# Combate de Foz de Arouce
O Combate de Foz de Arouce foi travado no dia 15 de Março de 1811 durante a retirada de Massena, no final da terceira invasão francesa de Portugal. Este combate insere-se no conjunto de acções retardadoras executadas pelas tropas francesas sob o comando do Marechal Ney.

## Antecedentes
Durante a terceira invasão francesa de Portugal, o exército de Massena foi detido pelo sistema defensivo conhecido como Linhas de Torres Vedras. Por não ter recebido reforços que lhe permitissem atacar as Linhas de Torres e perante as grandes dificuldades em abastecer o seu exército, Massena decidiu retirar em direcção ao Vale do Mondego (Ver o artigo Retirada de Massena).

A partir de Condeixa, Massena compreendeu que não tinha condições para se estabelecer no Vale do Mondego e, por isso, decidiu seguir em direcção à fronteira espanhola. O primeiro objectivo era Celorico onde o deveria aguardar a Divisão Conroux do Nono Corpo de Exército (IX CE). Enquanto o VIII CE seguia pela estrada Condeixa – Casal Novo – Miranda de Corvo e escoltava os trens, o VI CE continuou a ter a missão de constituir a Guarda de Retaguarda do exército de Massena. Após o Combate de Casal Novo as tropas francesas continuaram a sua marcha para Celorico. Nessa tarde, o II CE, que tinha iniciado a retirada por um itinerário diferente, juntou-se à coluna principal do exército de Massena em Miranda do Corvo. Desta forma, Massena tinha reunido uma força com cerca de 44.000 homens. O itinerário que seguiam entrava em terreno montanhoso e difícil e, por isso, Massena deu ordem para que fosse destruído tudo o que não era considerado essencial.

Após a destruição da maior parte das bagagens (14 de Março), seguiu-se uma marcha noturna. O II CE seguiu à frente, seguido pelo VIII CE. O VI CE mantinha a missão de constituir a Guarda de Retaguarda. Miranda do Corvo foi incendiada por forma a causar demora no avanço das tropas anglo-lusas que mantinham a perseguição e Ney reiniciou a retirada no dia 15 de manhã. Após uma marcha penosa, os II e VIII CE atingiram o vale do Ceira na povoação de Foz de Arouce e atravessaram o rio na ponte que se encontrava parcialmente destruída mas ainda praticável. Ney, que chegou mais tarde, apenas enviou para o outro lado do rio a Divisão de Loison e uma Brigada da Divisão de Mermet. Ney permaneceu, com a Divisão de Marchand, uma Brigada da Divisão de Mermet e a Cavalaria Ligeira de Lamotte, na margem esquerda (ocidental) do Rio Ceira. Por seu lado, Wellington iniciou a marcha de perseguição já tarde na manhã do dia 15 devido ao denso nevoeiro que persistiu nas primeiras horas da manhã. O comandante dos Aliados não quis arriscar avançar sem visibilidade, correndo o risco de ser surpreendido pelos franceses. A perseguição só foi retomada quando a visibilidade permitiu confirmar que, do outro lado do Rio Eça, nas linhas de alturas, não se encontrava o exército de Massena pronto a atacá-lo. Quando Picton (3ª Divisão) e Erskine (Divisão Ligeira) avistaram as tropas francesas, nas margens do Rio Ceira, estavam já a meio da tarde.

## O campo de batalha
Foz de Arouce é uma povoação e freguesia do Concelho de Lousã. Situa-se na margem direita do Rio Ceira. Para atravessar o Rio Ceira existia uma ponte romana (ainda existe). Em ambas as margens do rio o terreno é montanhoso.

## As forças em presença

### As forças francesas
As forças francesas empenhadas no Combate de Foz de Arouce foram duas divisões do VI CE (Sexto Corpo de Exército) sob o comando do Marechal Michel Ney. Os efectivos conhecidos referentes a estas unidades reportam a 1 de Janeiro de 1811 e, desta forma, não correspondem à realidade mas podem dar uma ideia dos quantitativos envolvidos. Eram as seguintes unidades:

- 1ª Divisão de Infantaria, sob o comando do General de Divisão Jean-Gabriel Marchand, com 182 oficiais e 4.805 praças;
- 2ª Divisão de Infantaria, sob o comando do General de Divisão Julien Auguste Joseph Mermet, com 212 e 6.040 praças; apenas foi empenhada uma Brigada;
- Brigada de Cavalaria Ligeira, sob o comando do  General de Brigada Auguste Étienne Marie Lamotte, com 48 oficiais e 604 praças.

A 3ª Divisão de Infantaria (de Loison) encontrava-se do outro lado do rio (margem direita).

### As forças anglo-lusas
Do exército de Wellington estiveram envolvidas nesta acção apenas duas divisões britânicas. No entanto, Wellington podia ainda dispôr de mais três divisões britânicas – as 1ª, 5ª e 6ª Divisões – e de duas Brigadas Independentes Portuguesas – as 1ª e 5ª brigadas. As unidades empenhadas foram
- 3ª Divisão, com um efectivo de 6.050 homens (4.500 britânicos, 1.550 portugueses), sob o comando do Major-General Sir Thomas Picton; desta divisão fazia parte a 8ª Brigada de Infantaria Portuguesa, sob o comando do Tenente-Coronel Charles Sutton, que compreendia dois batalhões do RI 9 (Regimento de Infantaria 9) e dois do RI 21;
- Divisão Ligeira, com um efectivo de 4.300 homens (3.400 britânicos, 900 portugueses), sob o comando do Major-General Sir William Erskine;As unidades portuguesas desta Divisão eram Caçadores 1 e Caçadores 3;

## O Combate
Quando as Divisão Ligeira e a 3ª Divisão avistaram as tropas francesas nas margens do Rio Ceira era já tarde. A maior parte do exército de Massena estendia-se por vários quilómetros nas alturas para lá do rio (margem direita). Na margem esquerda, em duas colinas, encontravam-se a Divisão de Marchand, uma Brigada da Divisão de Mermet e a cavalaria de Lamotte. Picton e Erskine entenderam que já era demasiado tarde para lançar um ataque e além disso a 6ª Divisão, a que se encontrava mais próxima, ainda vinha um pouco atrás. Desta forma, deram ordens para as suas unidades acamparem e montarem postos de vigilância. Wellington chegou às posições que estas suas unidades ocupavam pouco antes de escurecer.

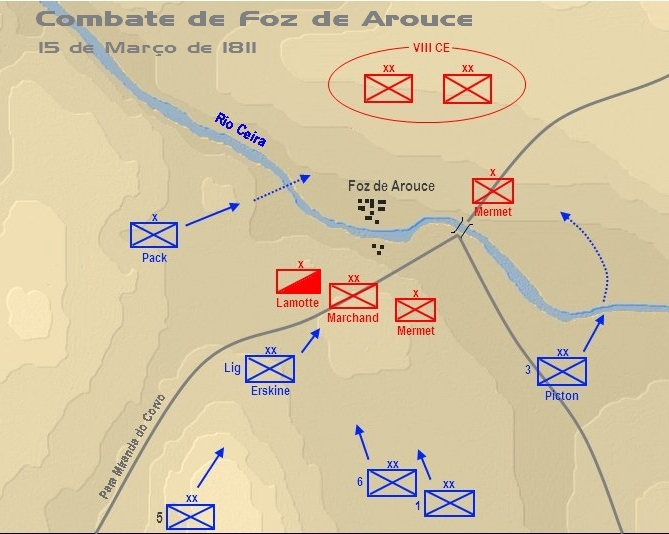
Posição e movimentos das principais forças em Foz de Arouce.

O raciocínio que tinham feito os dois generais britânicos foi o mesmo que fizera Ney que, dado o adiantar da hora, já não esperava entrar em combate. Assim, além de estabelecer fracas medidas de segurança – a sua cavalaria não detectou a aproximação dos Aliados - as tropas não ocuparam as posições defensivas adequadas. Foi disso que Wellington se apercebeu quando, chegando à frente, pôde observar as posições inimigas e não perdeu a oportunidade: resolveu atacar imediatamente. A 3ª Divisão recebeu ordem para atacar a esquerda francesa e a Divisão Ligeira para atacar a sua direita. Com esta decisão obtinha o efeito surpresa.

Foi a surpresa que permitiu obter o sucesso logo no primeiro ataque. Algumas companhias do 95th Rifles (da Divisão Ligeira) seguiram por uma estrada estreita e chegaram ao centro de Foz de Arouce, muito perto da ponte, quase sem encontrarem oposição. As restantes unidades da Divisão Ligeira empenharam-se num combate frontal com a Divisão de Marchand e a 3ª Divisão dirigiu-se para a Brigada de Mermet que constituía o flanco esquerdo francês. Apesar da fraca oposição encontrada pelas companhias do 95th Rifles acabaram por entrar em contacto com algumas forças francesas. O barulho do combate com estas companhias, do lado da ponte, alertou as tropas francesas para o perigo de ficarem com a retaguarda cortada e várias unidades abandonaram a linha de combate e dirigiram-se apressadamente em direcção ao rio. Ao tentarem atravessar a ponte, acabaram por ser confrontados com a cavalaria de Lamotte, que tinha atravessado o rio cerca de uma hora antes, de passar para a margem esquerda, onde se encontrava a Divisão Marchand. Impedidos de passar, os fugitivos tentaram a travessia num vau um pouco a jusante. O caudal do rio estava alto e muitos afogaram-se e a águia regimental (do 39º Regimento) perdeu-se e o seu comandante foi capturado.

Ney salvou a situação lançando o 3º Batalhão do 69º Regimento (3/69me) num contra-ataque sobre as companhias do 95th Rifles que tinham entrado em Foz de Arouce e ameaçavam a ponte. Elas foram obrigadas a retirar para junto dos outros batalhões da Divisão Ligeira. A passagem pela ponte ficou assim livre e as tropas francesas atravessaram-na com alguma desordem. Enquanto o faziam foram sujeitas ao fogo da artilharia aliada e também do VIII CE que no meio da confusão não distinguiram entre forças amigas e forças inimigas. Entretanto anoiteceu e os franceses, depois de completarem a travessia fizeram explodir a ponte.

As fontes francesas apontam baixas que variam entre 200 e 400. Charles Oman aponta uma estimativa de cerca de 250 baixas. Do lado dos Aliados registaram-se 71 baixas (9 mortos e 62 feridos) sendo duas de portugueses. Foi capturada a bagagem de Marchand e de Mermet, e alguma quantidade de biscoito que a Divisão Ligeira não deixou de aproveitar. A perseguição iria agora permitir às tropas francesas ganhar alguma distância pois Wellington não podia avançar em força sem reparar a ponte, não só para a passagem das suas tropas mas também dos abastecimentos que agora era necessário fazer chegar à frente. Ainda não tinha sido estabelecido um depósito em Coimbra e, assim, todos os abastecimentos vinham de Lisboa. Quanto ao exército de Massena, restava-lhe continuar a sua retirada através de um território despovoado.

Charles Oman faz uma comparação entre este combate e o que se travou no ano anterior, no início da invasão, na região de Almeida (Ver Combate do Côa). Em ambos os casos, como refere aquele autor, uma guarda de retaguarda foi tentada a permanecer demasiado tempo para lá de um curso de água que só podia ser atravessado numa ponte estreita, quase levando ao desastre completo.

## Ligações exteriores
- Invasões Francesas - Combate de Foz de Arouce.
- Histórico - Combate de Foz de Arouce, Monomento.
- Alojou o Duque de Wellington e as suas tropas, após a vitoriosa Batalha da Foz de Arouce
- Michel Ney - Marechal francês.